# Антуан Макумбу
Антуан Макумбу (фр. Antoine Makoumbou; нар. 18 липня 1998, Париж) — конголезький футболіст, півзахисник італійського клубу «Кальярі» і національної збірної Конго.

## Клубна кар'єра
Перед початком другої половини сезону 2017-18 Макумбу підписав контракт з «Аяччо Б» з п'ятого французького дивізіону, після випуску з академії «Монако».
У 2020 році Макумбу підписав контракт з «Табором» (Сежана) який виступав у словенському вищому дивізіоні, після виступів за «Майнц 05 II», резервну команду клубу німецької Бундесліги «Майнц 05».
20 липня 2021 року він приєднався до «Марибора» на правах оренди на сезон. Під час сезону «Марибор» активував опцію викупу і оформив трансфер на постійній основі.
15 липня 2022 року Макумбу підписав чотирирічний контракт з італійським клубом Серії B «Кальярі» на суму близько 2 мільйонів євро.

## Міжнародна кар'єра
Макумбу народився у Франції, за походженням він конголезець. Дебютував у складі національної збірної Конго в товариському матчі проти збірної Нігеру, (1:0 на користь Республіки Конго) 9 червня 2021 року. У грудні 2023 року Макумбу оголосив про завершення виступів за збірну Республіки Конго через погані умови для подорожей та проживання, в які Федерація футболу Конго поставила своїх гравців під час міжнародної перерви в листопаді 2023 року.
Втім, 25 березня 2024 року Макумбу прибув у розташування збірної і зіграв 90 хвилин у товариському матчі проти Габону.

## Досягнення
- Чемпіон Словенії (1):

«Марибор»: 2021-22